# Сира Погоня
Сира́ Пого́ня — ботанічний заказник загальнодержавного значення в Україні. Розташований у межах Рокитнівського району Рівненської області, на північ від села Єльне.
До заказника увійшли такі території: Рокитнівський район.
1. Рокитнівський лісгоспзаг (8403):
1.1. Березівське лісництво, кв. 14,15,21-23,32-35,41,45-49,51,52,55-68;
1.2. Глиннівське лісництво, кв. 4-24,27,28,32,33.
2. Радгосп «Томашгородський» (917 га)
3. Радгосп «Старосільський» (2840 га)
4. Радгосп «Березівський» (1475 га)
Площа 13635 га. Створений 1984 року.
Територія заказника охоплює частину болотного масиву Кремінне. У рослинному покриві переважають оліготрофні угруповання, що зростають на горбах сосново-чагарниково-сфагновими, а в перезволожених місцях — осоково-сфагновими та шейхцерієво-сфагновими ценозами. З рідкісних видів зростають хамедафна чашечкова, журавлина дрібноплода, росичка англійська та росичка проміжна, занесені до Червоної книги України. З тварин водяться лосі, лисиці, дикі свині, куниці, зайці, віверки, бобри, видри, трапляються рисі, вовки; з плазунів — гадюка звичайна.
Територія заказника виконує важливу функцію як регулятор водного та мікрокліматичного режиму прилеглих територій.

## Скасування
Указом Президента України № 356/99 від 03.04.1999 р.заказник включений до Рівненського природного заповідника та припинив існування як самостійний об'єкт.